# Мемориальный дом-музей Марко Вовчок
Мемориальный дом-музей Марко Вовчок — музей в Нальчике, посвящённый жизни и творчеству украинской и русской писательницы Марко Вовчок (1833—1907). Размещается в доме, где она прожила последние два года своей жизни (1906—1907). Является филиалом Национального музея Кабардино-Балкарской Республики.

## О музее
Маленький домик из местного речного камня, в котором обрела последний приют писательница, был построен в 1906 году в курортном местечке Долинск, близ Нальчика. В настоящее время здание музея является архитектурным памятником градостроительства начала XX века.
В 1906 году муж писательницы, Михаил Лобач-Жученко вышел в отставку и чета посетилась на хуторе Никольской (Долинской), где купила земельный участок. Они выстроили дом с двумя комнатами и кухней, возвели хозяйственные потройки, заложили сад и посадили цветы. 28 июля 1907 года Марко Вовчок скончалась и была похоронена в усадьбе.
До августа 1925 года муж Вовчок пользовался дачей, затем она была муниципализирована и сдана в аренду частному лицу. С 1927 года в доме размещалась аптека В 1953 году дом и могила писательницы, несмотря на старания общественности Нальчика, находились в неудовлетворительном состоянии.
В 1954 году в соответствии с Распоряжением Совета Министров КАССР № 497-Р «О финансировании реставрации дома Марко Вовчок», начались восстановительные работы по ремонту и благоустройству дачи писательницы.
В 1955 году в доме Марко Вовчок была открыта библиотека-читальня. В 1956 году было принято решение о преобразовании одной из трёх комнат дома в литературно-мемориальную, в которой были представлены мебель писательницы, её личные вещи, картины и портреты, а также прижизненные издания её произведений и личная библиотека.
В 1967 году, к 60-летию со дня смерти писательницы, по поручению Президиума АН УССР Государственным музеем Т. Г. Шевченко была произведена реэкспозиция и все комнаты дома были отданы под экпозицию.
В 1976 году Художественный фонд УССР разработал проект реконструкции дома-музея. Обновлённая экспозиция площадью 63, 5 м² была передана Кабардино-Балкарскому краеведческому музею в качестве филиала.
Экспозиция музея размещена в трёх комнатах. В восстановленных интерьерах представлены личные вещи, книги, принадлежавшие Марко Вовчок, документы, фотографии, отражающие её тесные связи с Д. Писаревым, И. Тургеневым, Т. Шевченко, Н. Чернышевским, В. Гюго, А. Дюма и другими.
На территории усадьбы находится могила Марко Вовчок, где она была похоронена согласно своему завещанию. Надпись на могильном камне — «Марко Вовчок 10(22). XII.1833 — 28. VII (10.VIII) 1907». В 1978 году недалеко от могилы писательницы была установлена её фигура, выполненная в бронзе в полный рост (скульптор — Василь Фещенко).

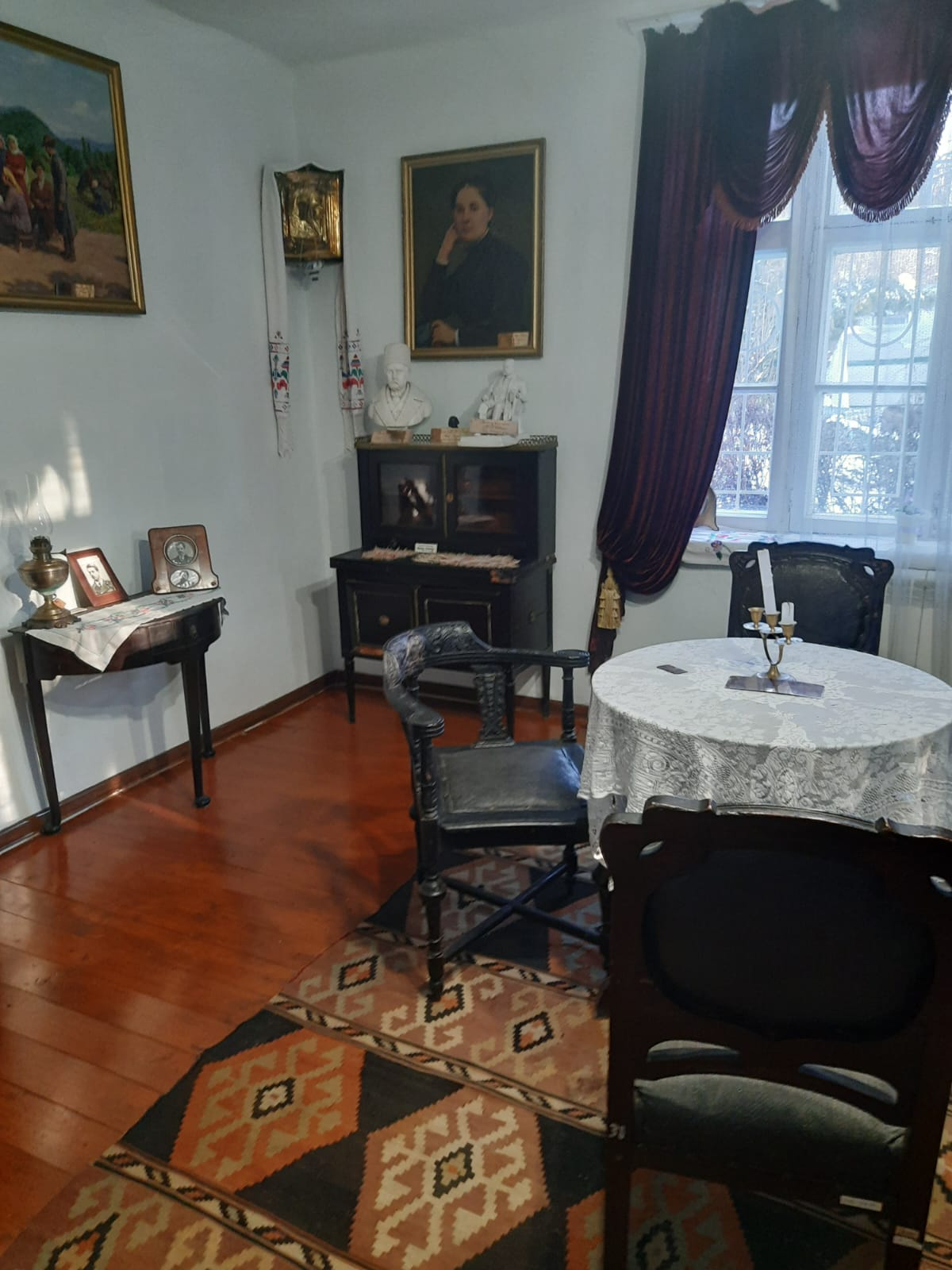
Фрагмент экспозиции
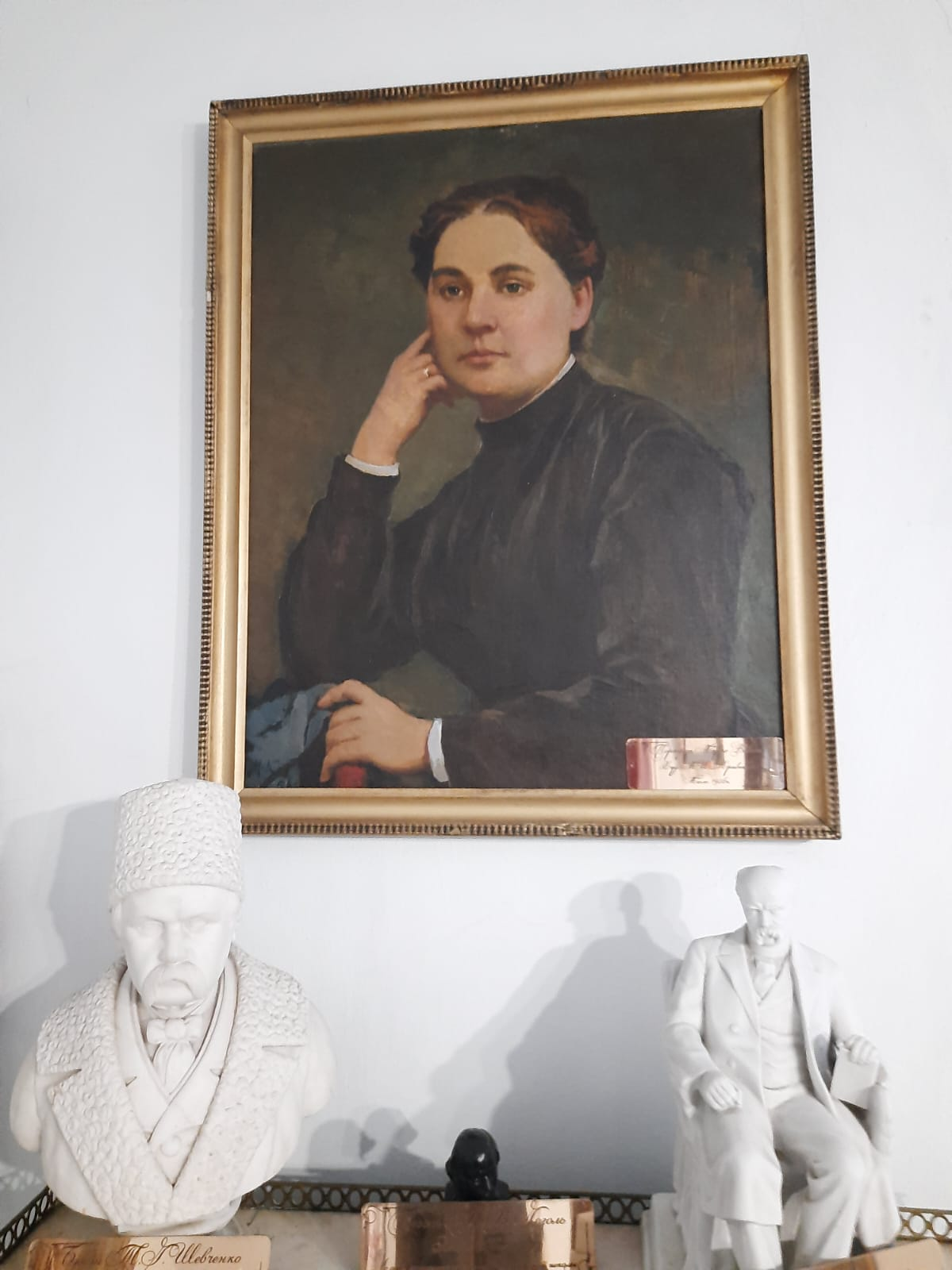
Фрагмент экспозиции
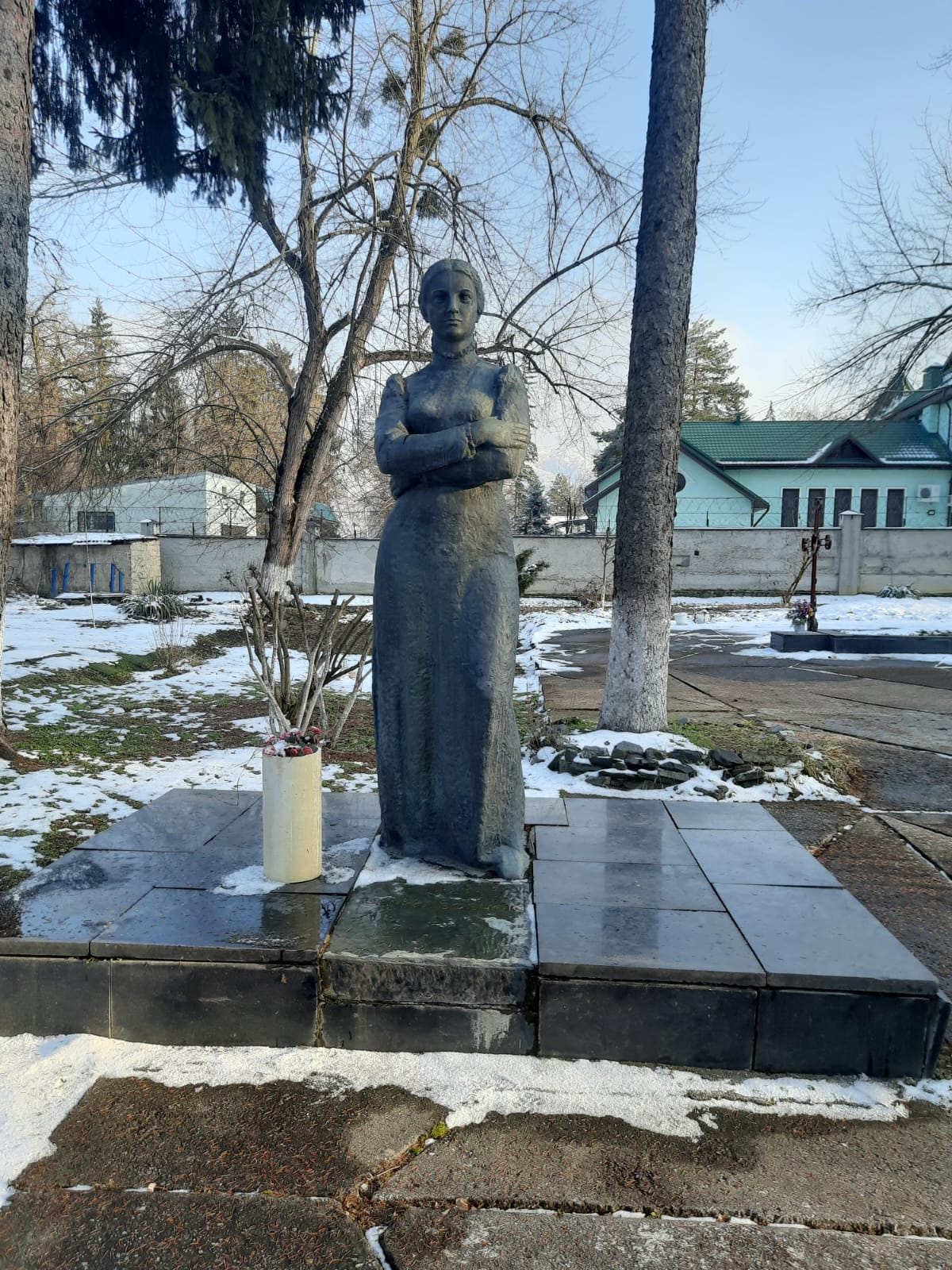
Памятник М. Вовчок